# Marius Maziers
Marius-Félix-Antoine Maziers, né le 1er mars 1915 à Siran (Cantal) et mort le 14 août 2008 à Aurillac (Cantal),, est un évêque catholique français, archevêque de Bordeaux de 1968 à 1989.

## Repères biographiques
Marius Maziers effectue son service militaire au 65e régiment d'infanterie en 1935-1936 où il termine avec le grade de sergent avant de reprendre ses études.
Marius Maziers a été ordonné prêtre le 9 octobre 1938. Il occupe ensuite les fonctions de vicaire à Notre-Dame-aux-Neiges.
L'année suivante, il est mobilisé avec le grade de sergent à la 20e compagnie de passage du dépôt des camps de La Courtine. Il est ensuite affecté au 21e régiment de marche de volontaires étrangers au Barcarès.
Il est fait prisonnier à l'armistice puis s'évade et est démobilisé en juin 1940.
À son retour, il est nommé directeur du grand séminaire de Saint-Flour, puis directeur des œuvres diocésaines. En novembre 1955, il est vicaire général, chargé de la coordination de la pastorale diocésaine.
Nommé évêque auxiliaire de Lyon et évêque in partibus d'Augustopolis-en-Phrygie le 17 décembre 1959, il a été consacré le 25 février 1960 par le cardinal François Marty, assisté de Jean-Marie Villot et Claude Dupuy.
Le 24 janvier 1966, il est nommé archevêque in partibus de Zica (de) et archevêque coadjuteur de Bordeaux. Il en devient l'archevêque titulaire le 5 février 1968.
Il se retire de cette charge à 74 ans, le 31 mai 1989 sans avoir été élevé au cardinalat, contrairement à l'usage pour les archevêques de Bordeaux.
Il meurt à 93 ans le 14 août 2008.

## Publications
- Marius Maziers : Toute l'Église doit devenir missionnaire: état de déchristianisation et appel de l'épiscopat de France. S.E. Mgr Maziers, Action catholique générale féminine Malakoff, impr. Durassié 1961
- Marius Maziers : Appelés à la Foi : Homélies, Lettres Pastorales, Conférences, Articles, 1965-1986, Centurion 1987,  (ISBN 2227310790)
- Marius Maziers : Le ministère des évêques au concile Vatican II et depuis, La Croix 2001,  (ISBN 2-204-06723-7)
- Ensemble (revue des cadets du mouvement Jeunes séminaristes) n°74 du 1er octobre 1962 : article de Monseigneur Maziers titré Dieu fait ma route et assorti d'une photographie de son auteur.

### Source
- Archives de la Société des amis du musée de la Légion étrangère